# Great Southern
Great Southern è una delle nove regioni dell'Australia Occidentale. Essa si trova nella parte sud-occidentale dello Stato ed è suddivisa nelle seguenti Local Government Areas:
- Città di Albany;
- Contea di Broomehill-Tambellup;
- Contea di Cranbrook;
- Contea di Denmark;
- Contea di Gnowangerup;
- Contea di Jerramungup;
- Contea di Katanning;
- Contea di Kent;
- Contea di Kojonup;
- Contea di Plantagenet;
- Contea di Woodanilling.

Il Great Southern si estende su di una superficie di 39.007 chilometri quadrati ed ha una popolazione di 54.000 abitanti; il suo centro amministrativo si trova nella città portuale di Albany. La regione gode di un clima mediterraneo, con estati calde e secche ed inverni freddi e umidi. L'economia si basa sull'allevamento di bestiame (soprattutto agnelli e di conseguenza lana) e sulla coltivazione di grano. Altre fonti di reddito sono date dalla pesca e dall'industria vinicola, in rapida espansione.
I Noongar hanno abitato queste terre per migliaia di anni prima dell'arrivo degli europei. Il primo insediamento fu una base militare britannica comandata dal maggiore Edmund Lockyer, costruita nella King George Sound (la baia su cui sorge Albany) il 25 dicembre 1826: per questa ragione si ritiene che Albany sia stata la prima colonia europea nell'Australia Occidentale.